# Łysa Góra (Góry Świętokrzyskie)
Łysa Góra (pot. albo daw. Łysiec lub Święty Łysiec; Święty Krzyż) – szczyt o wysokości 594 m n.p.m. w Górach Świętokrzyskich, położony we wschodniej części pasma Łysogór w Nowej Słupi (w części miasta o nazwie Święty Krzyż), objęty ochroną w ramach Świętokrzyskiego Parku Narodowego. Drugi szczyt (po Łysicy) pod względem wysokości w tych górach. Zbudowany z piaskowców kwarcytowych zwanych niezbyt precyzyjnie „kwarcytami” i łupków kambryjskich.
Na szczycie znajdują się: skalne rumowisko, charakterystyczne dla Gór Świętokrzyskich, tzw. gołoborze, ścisły rezerwat przyrody obejmujący las jodłowo-bukowy, pozostałości wału kultowego przedchrześcijańskiego miejsca kultu Słowian, klasztor Misjonarzy Oblatów M.N. oraz muzeum parku narodowego (w jednym ze skrzydeł opactwa pobenedyktyńskiego) oraz Radiowo-Telewizyjne Centrum Nadawcze Święty Krzyż z wieżą o wysokości 157 m.
W 2023 z gołoborza pod szczytem udało się wykonać kilka fotografii z widokiem sięgającym Warszawy.

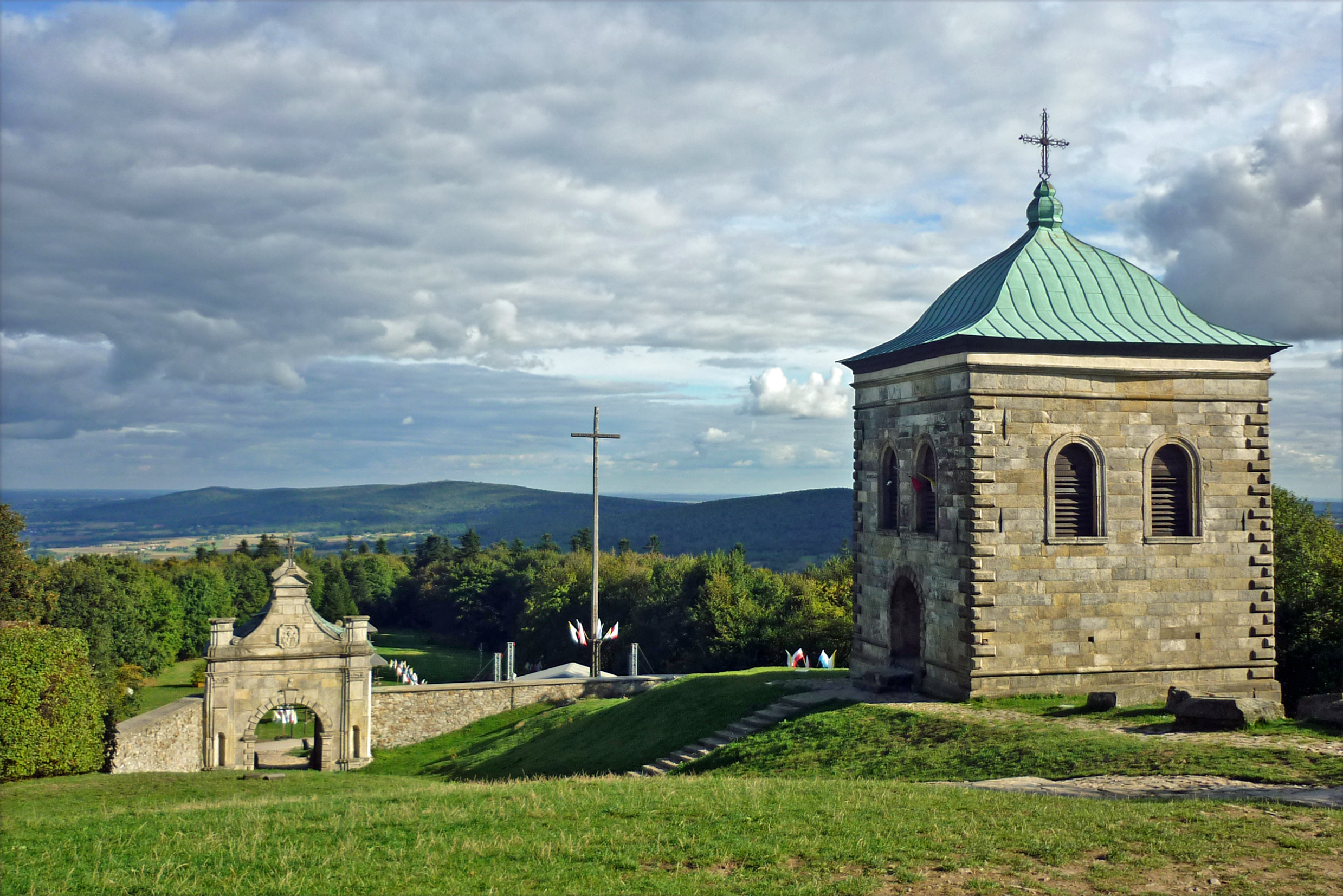

## Szlaki turystyczne
Łysa Góra stanowi węzeł szlaków turystycznych w tym regionie. Rozpoczyna się tu niebieski szlak turystyczny prowadzący do Pętkowic. Przez górę przechodzi  Główny Szlak Świętokrzyski im. Edmunda Massalskiego z Gołoszyc do Kuźniaków.

## Ośrodek kultu religii Słowian

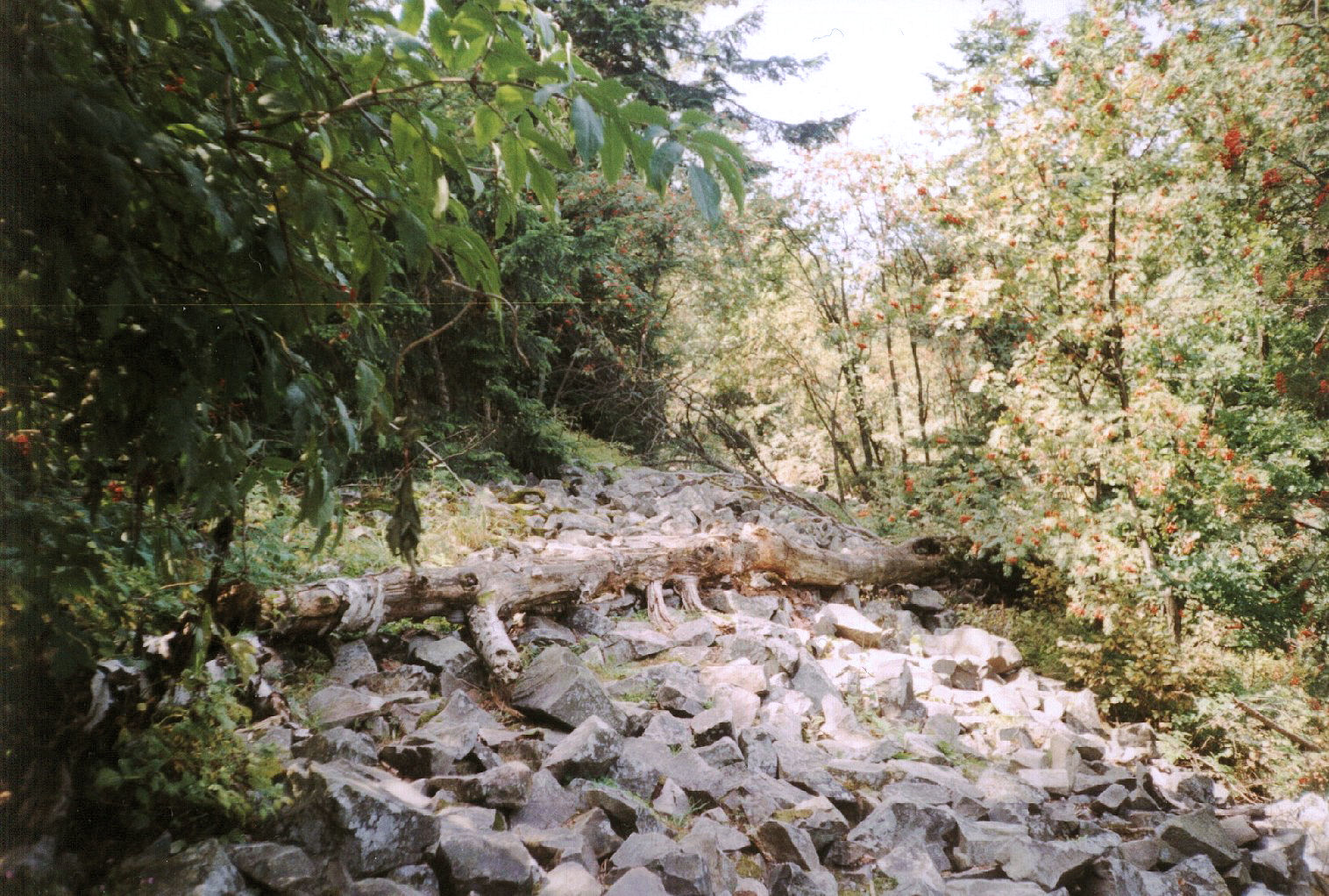
Wał otaczający dawne miejsce kultu Słowian na Łysej Górze

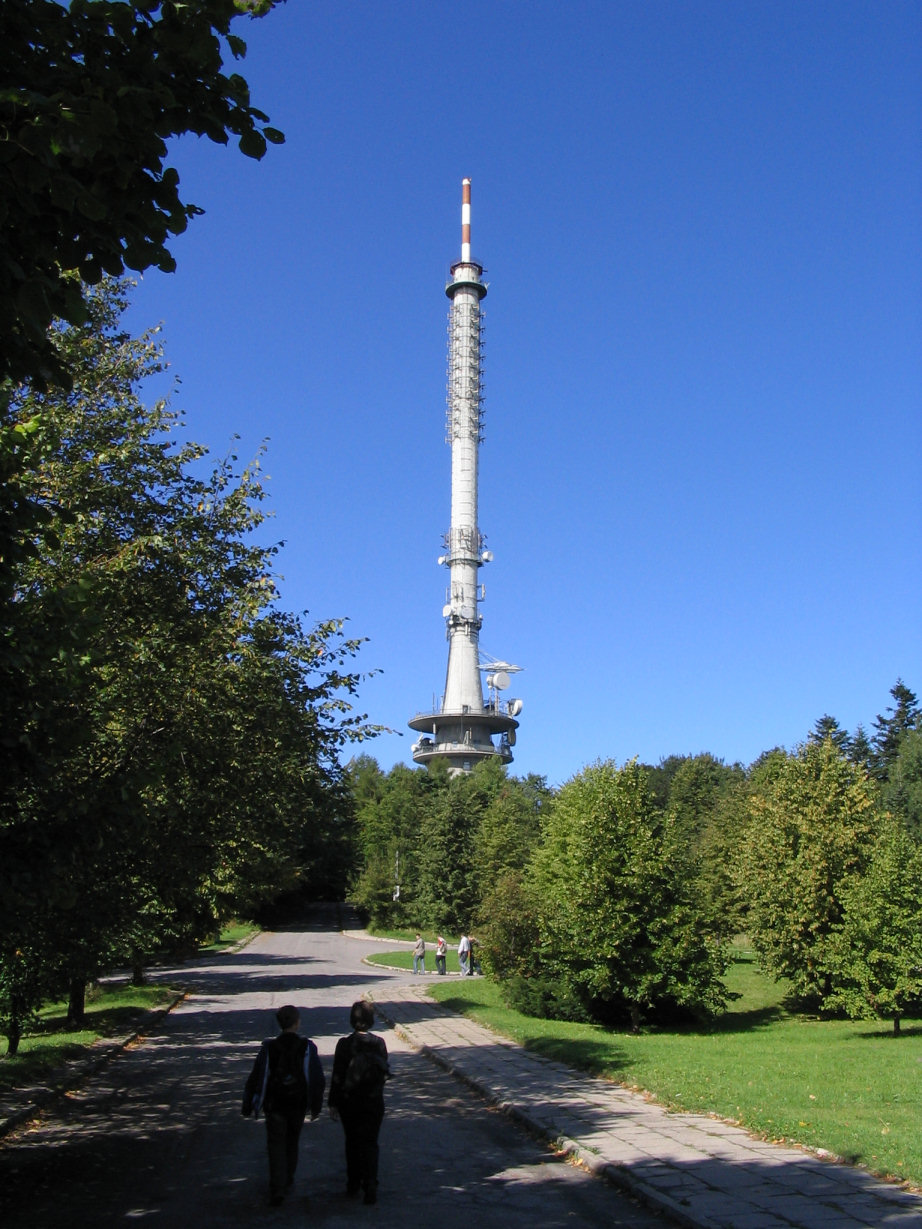
Wieża radiowo-telewizyjna na Łysej Górze

Łysa Góra stanowiła w okresie wczesnego średniowiecza prawdopodobnie ośrodek kultu związanego z religią Słowian.
Jego pozostałością jest wał kultowy, otaczający partię szczytową wzniesienia. Składa się on z dwóch części, mających kształt podkowy. Ich łączna długość wynosi ok. 1,5 km, a wysokość dochodzi do 2 m (obj. około 32 tys. m³ kamienia). Usypane zostały prawdopodobnie w IX–X w. z występujących tu licznie bloków kwarcytu. Podobne budowle występują na Ślęży, Raduni i Górze Kościuszki w województwie dolnośląskim. Zachowało się także wejście do wnętrza wału, tuż przy drodze z Nowej Słupi. Prace nad budową wału przerwano po przyjęciu chrześcijaństwa.

Na jej szczycie znajdować się miała bożnica w bałwochwalstwie żyjących Słowian, gdzie bożkom Lelum i Polelum ofiary czyniono i podług innych czczono tu bożyszcza: Świst, Poświst, Pogoda...

Na tym też miejscu był kościół trzech bałwanów, które zwano Łada, Boda, Leli. Do których prości ludzie schadzali się pierwszego dnia maja, modły im czynić i ofiarować. Tedy Dąbrówka przerzeczona pokaziwszy ich bóżnice, kazała zbudować kościół i poświęcić ku czci i ku chwale wielebnej Świętej Trójce

Do dziś istnieją legendy o odbywających się na szczycie góry sabatach czarownic.

## Sanktuarium na Świętym Krzyżu

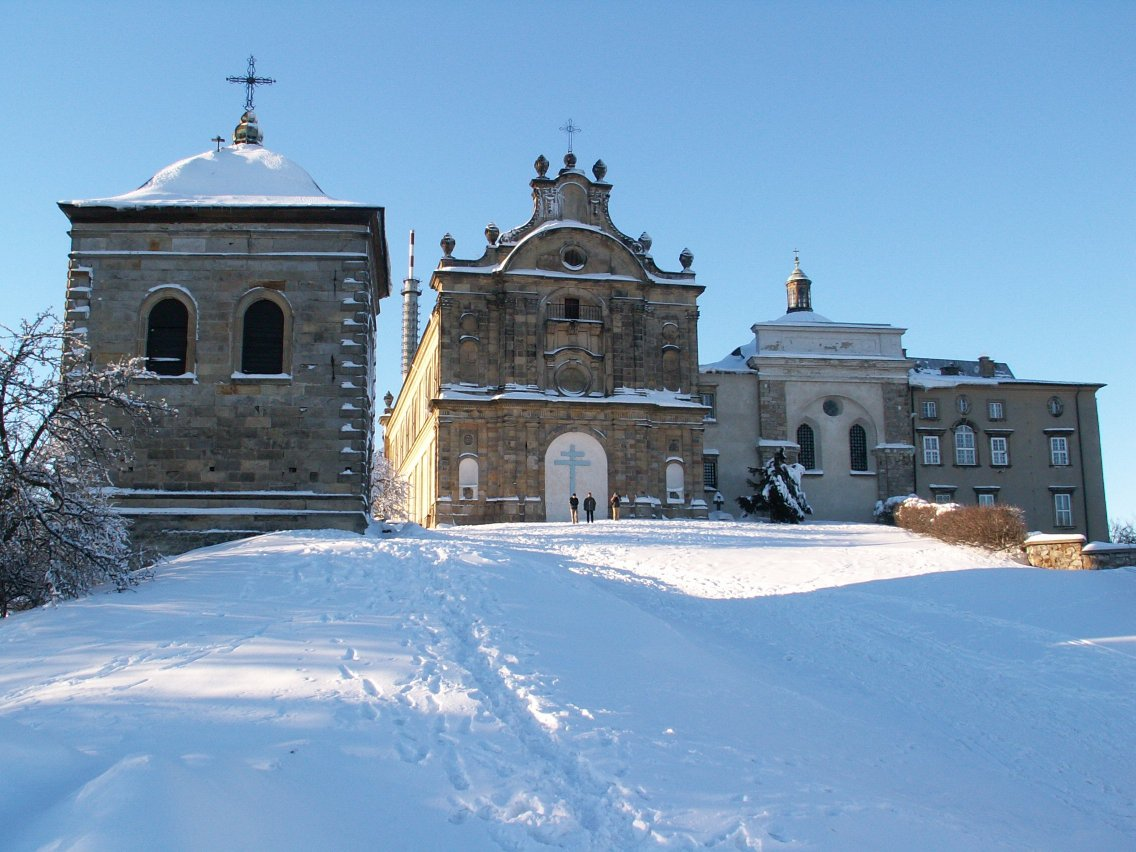
Opactwo pobenedyktyńskie na Świętym Krzyżu

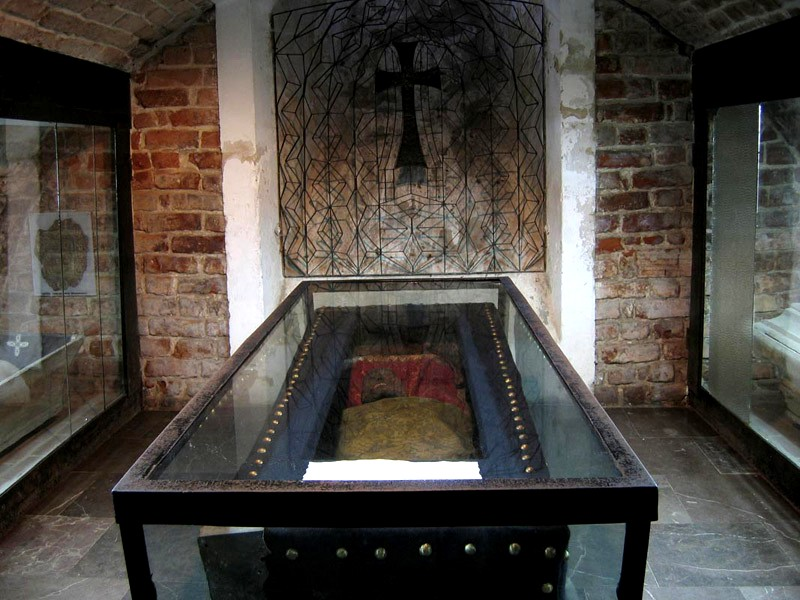
Krypta grobowa kaplicy Oleśnickich

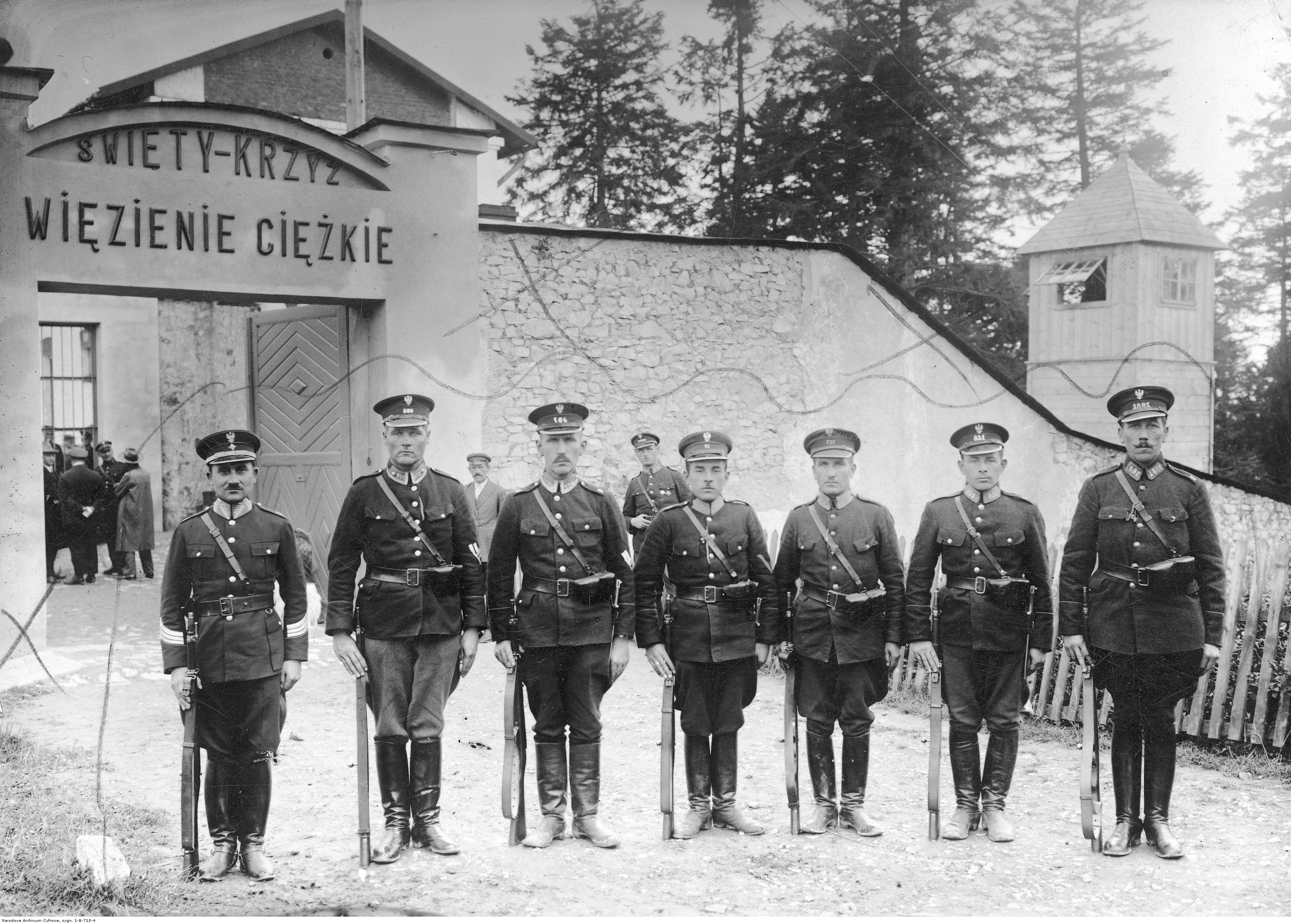
Więzienie na Świętym Krzyżu w czasie buntu więźniów, 1925

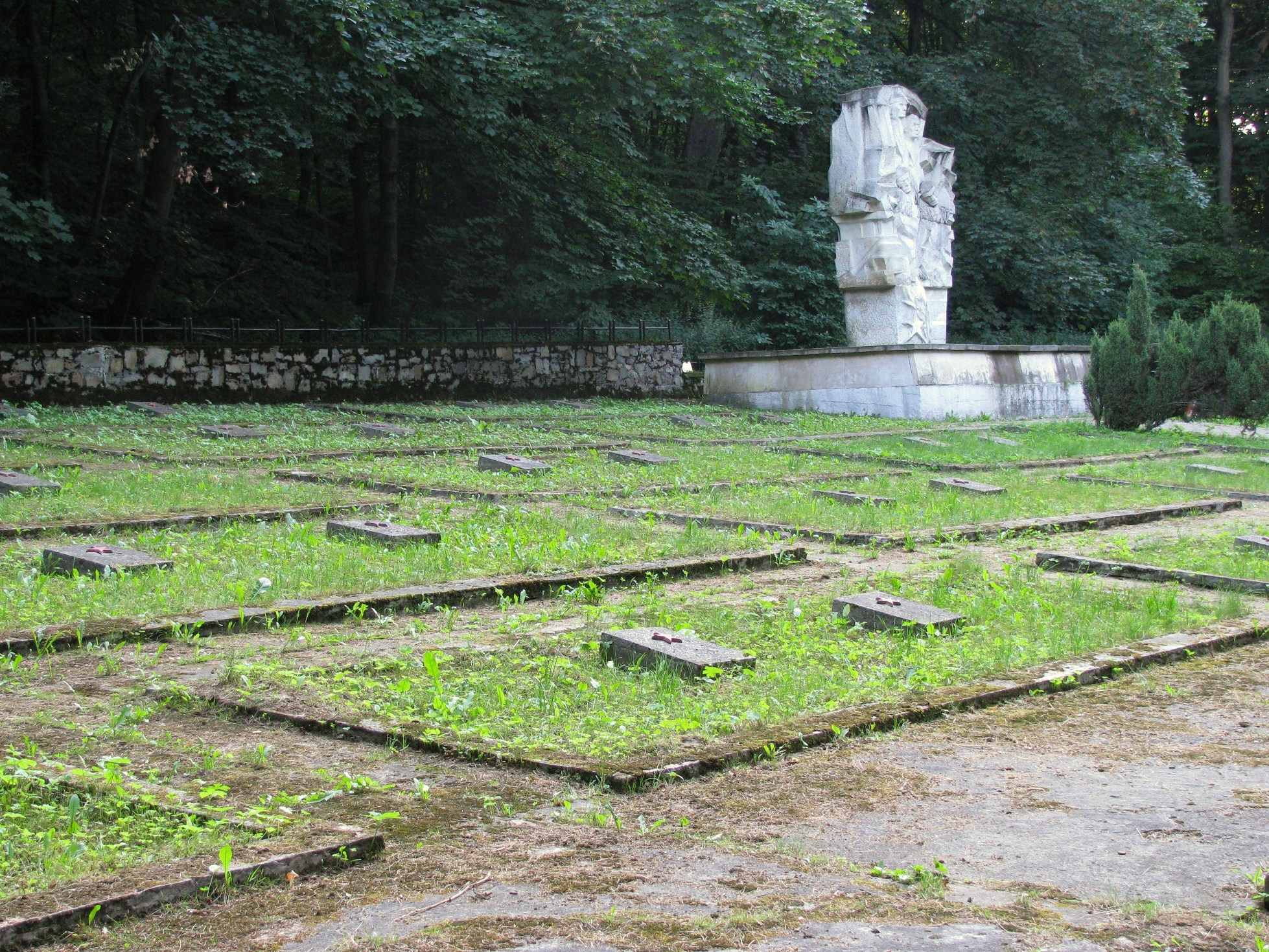
Cmentarz jeńców radzieckich

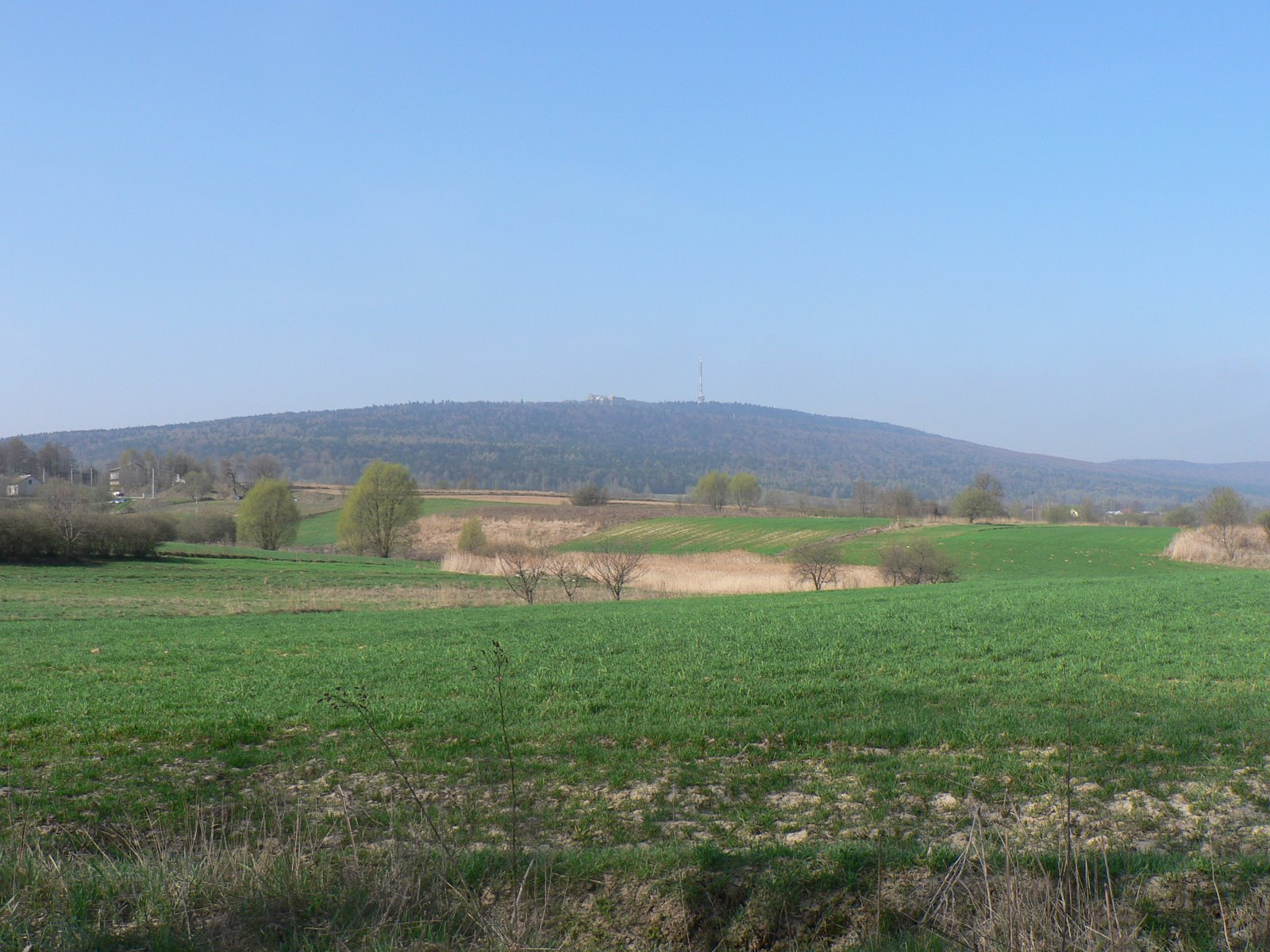
Widok na Łysą Górę ze Starej Słupi

Według legendy opactwo benedyktyńskie założył Bolesław I Chrobry w 1006 r. Od XIV w. nazywane Świętym Krzyżem, jako że przechowywane są tu relikwie drzewa krzyża świętego, na którym miał umrzeć Jezus Chrystus, podarowane w XI w. przez św. Emeryka, syna Stefana I, króla węgierskiego. Odtąd stało się jednym z najważniejszych polskich sanktuariów i celem licznych pielgrzymek. W okresie panowania dynastii Jagiellonów było to najważniejsze sanktuarium religijne w Królestwie Polskim. Siedmiokrotnie odwiedzał je Władysław Jagiełło, dziesięciokrotnie przebywał w klasztorze król Kazimierz Jagiellończyk, sześciokrotnie król Zygmunt Stary, trzykrotnie zaś król Zygmunt August.
Opactwo w ciągu swej historii było kilkakrotnie rabowane i niszczone. Podupadało i podnosiło się z upadku dzięki hojnym fundatorom. Dopiero kasata zakonu po rozbiorach przyniosła najwięcej zniszczeń. W 1819 r. na mocy dekretu prymasa, na podstawie bulli papieża Piusa VII, zabudowania opactwa przekazano skarbowi Królestwa Polskiego.
W budynkach poklasztornych w latach 1852–1865 istniał dom poprawczy dla tzw. księży zdrożnych. Następnie znajdujące się w ruinie budynki opactwa władze rosyjskie przekształciły w więzienie. Status budowli utrzymały władze polskie. Od 1918 istniało tu polskie więzienie ciężkie, odbywali w nim karę m.in. Sergiusz Piasecki i Stepan Bandera. Uważane było za najcięższe więzienie w Polsce, dla szczególnie niebezpiecznych przestępców. 20 września 1925 doszło tam do buntu i próby ucieczki 17 więźniów, którzy zdobyli broń. Bunt zdławiono, zginęło 6 buntowników, jeden niezaangażowany więzień i jeden strażnik. Już w 1936 przybyli tu zakonnicy Misjonarze Oblaci Maryi Niepokalanej, którzy przejęli część klasztoru. Wybuch wojny przerwał jednak prace nad odrodzeniem klasztoru. Podczas wojny Niemcy utworzyli tu obóz zagłady jeńców radzieckich. Liczbę ofiar szacuje się na 7–8 tysięcy, a ich zbiorowa mogiła znajduje się na polanie pod szczytem. W 1961 budynki po więzieniu przejął Świętokrzyski Park Narodowy. Aktualnie w części budynku mieści się nowicjat Zgromadzenia Misjonarzy Oblatów M.N.
Zespół opactwa pobenedyktyńskiego obejmuje czworobok budynków klasztornych z XIV–XV w. wraz z wirydarzem i krużgankiem, wczesnobarokową kaplicą Oleśnickich oraz późnobarokowo-klasycystycznym kościołem. Kościół oryginalnie miał wieżyczkę, która uległa zniszczeniu, w czasie działań wojennych. Od zachodu przylega wczesnobarokowe skrzydło (obecnie Muzeum Przyrodniczo-Leśne ŚPN), a od wschodu barokowa dzwonnica i brama z XVIII w.
W krypcie kaplicy Oleśnickich złożone jest zmumifikowane ciało, które przypisywano przez długi okres Jeremiemu Wiśniowieckiemu; badania naukowe zwłok z 1980 roku ostatecznie wykluczyły, aby należały one do księcia. Szczątki są dostępne do oglądania. W podziemiach na uwagę zasługują, również eksponowane, zmumifikowane zwłoki nieznanego powstańca styczniowego z 1863 r.
W czerwcu 2006 r. na Świętym Krzyżu, na tysiąclecie istnienia klasztoru odbył się cykl imprez Świętokrzyskie Milenium, odwołujący się do tradycji benedyktyńskich.
Od opactwa pochodzi nazwa Gór Świętokrzyskich oraz województwa świętokrzyskiego.

### Muzeum Przyrodnicze ŚPN
Muzeum Przyrodnicze Świętokrzyskiego Parku Narodowego na Świętym Krzyżu mieści się na Świętym Krzyżu w budynku należącym niegdyś do zabudowań opactwa Benedyktynów na Łysej Górze.

## Zmiana granic Świętokrzyskiego Parku Narodowego
10 stycznia 2022 roku Rada Ministrów wydała rozporządzenie o usunięciu z granic Świętokrzyskiego Parku Narodowego enklawy o powierzchni 1,35 ha na Łyścu oraz o dodaniu do parku 62,5 ha śródpolnej leśnej enklawy pod Grzegowicami. RM, wbrew negatywnych opinii wielu środowisk naukowych (krytyczne oceny wyraziły: Komitet Biologii Środowiskowej Polskiej Akademii Nauk, Instytut Ochrony Przyrody Polskiej Akademii Nauk, Rada Naukowa Świętokrzyskiego Parku Narodowego, Państwowa Rada Ochrony Przyrody, a w ramach procedowania sejmowa komisja prawnicza), wyłączyła szczytowy fragment Łyśca z granic ŚPN. Ostatecznie, wbrew licznym opiniom i raportom środowiskowym działki odłączono od Świętokrzyskiego Parku Narodowego ministerialnym rozporządzeniem podpisanym przez premiera Mateusza Morawieckiego w grudniu 2021 roku, a przyłączono leśną enklawę pod Grzegowicami. Decyzję premiera w obszernym raporcie z września 2022 r. skrytykowała Najwyższa Izba Kontroli. NIK wystąpiła dodatkowo do premiera o przywrócenie spornych działek do terenów ŚPN. Mimo to, jeszcze latem tego samego roku o preferencyjny, bezprzetargowy wykup działek, na wyłączność i z 99% bonifikatą, wystąpiło Zgromadzenie Misjonarzy Oblatów Maryi Niepokalanej. W trakcie ponownej wyceny, wartość działek zmniejszono z ok. 5,5 mln zł na ok. 3,2 mln co przy zastosowaniu 99% bonifikaty daje symboliczną kwotę ok. 32 tys. zł. Zakonowi Oblatów szansę na bezprzetargowe przejęcie działek zakłócił analogiczny wniosek złożony do starostwa kieleckiego przez Rodzimy Kościół Polski, związek nawiązujący do przedchrześcijańskiej wiary Słowian. Obecnie Rodzimy Kościół Polski w porozumieniu ze Stowarzyszeniem Społeczno – Przyrodniczym M.O.S.T. prowadzi internetową zbiórkę pieniężną, w celu wykupienia spornych działek.

30 maja 2023 roku podpisano umowę na bezprzetargowe i odpłatne użytkowanie na okres 50 lat działek wyłączonych rozporządzeniem Prezesa Rady Ministrów, pozostających w zasobach Starostwa Powiatowego w Kielcach, na rzecz Domu Zakonnego Misjonarzy Oblatów Maryi Niepokalanej na Świętym Krzyżu

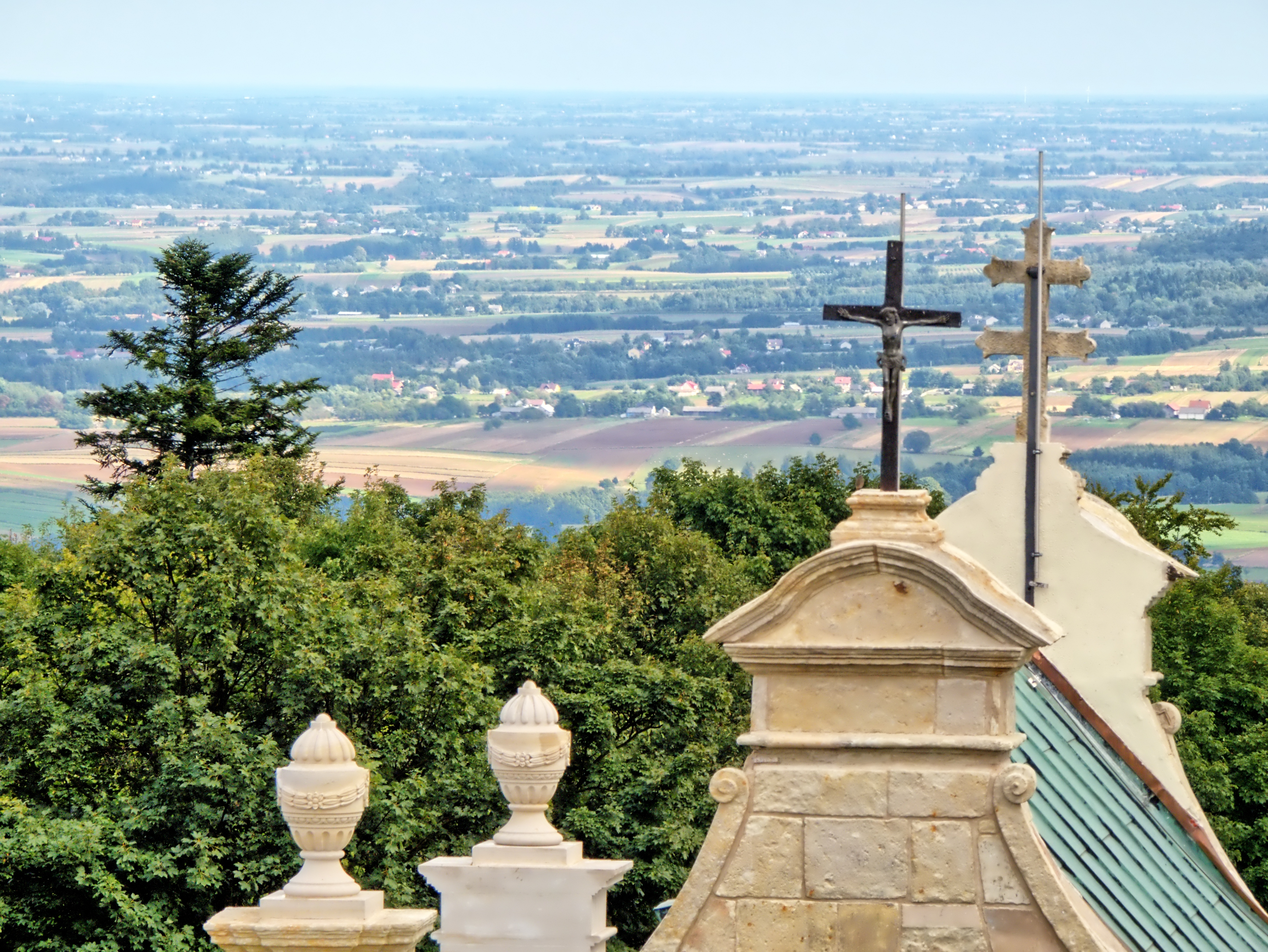
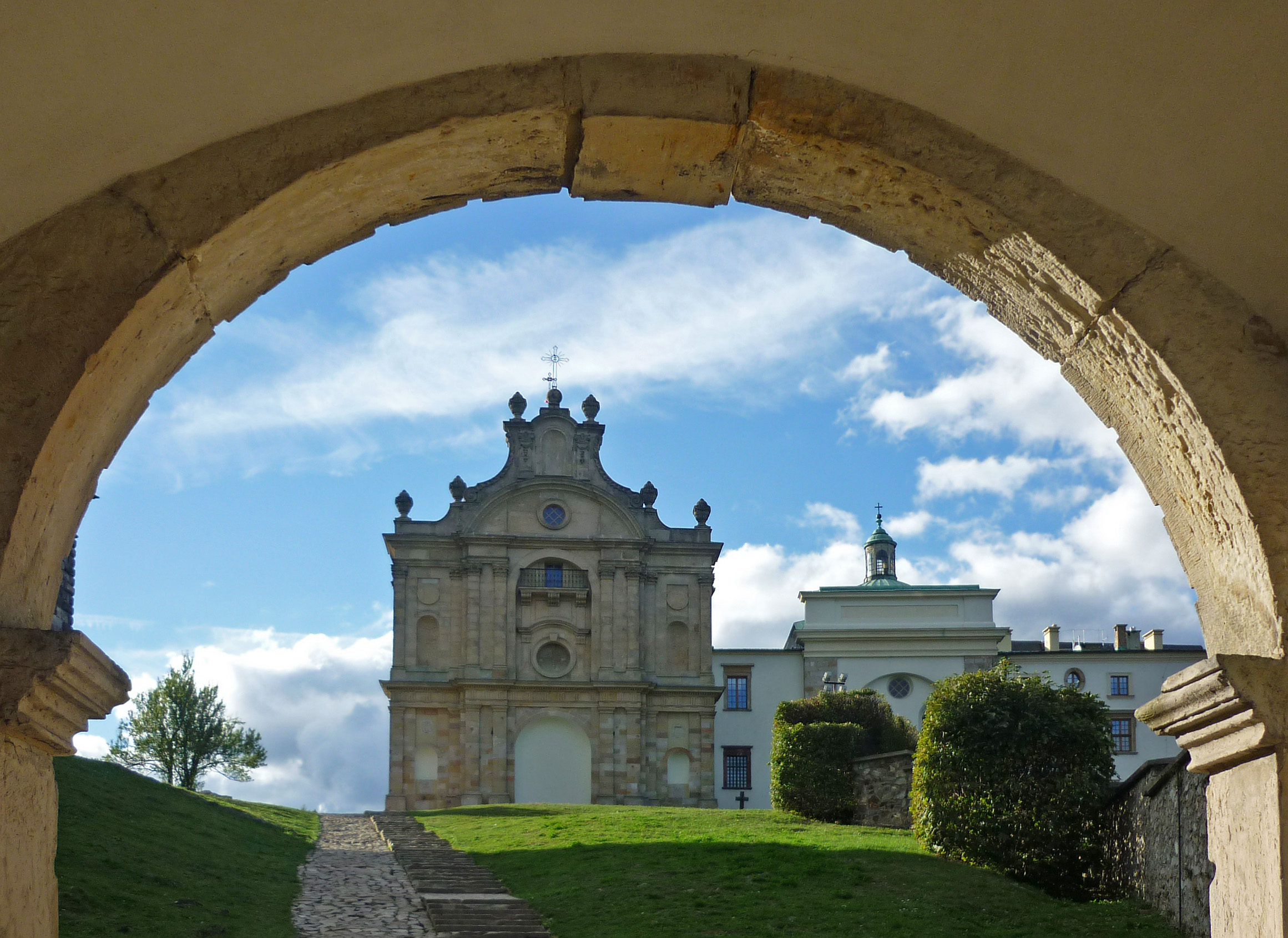
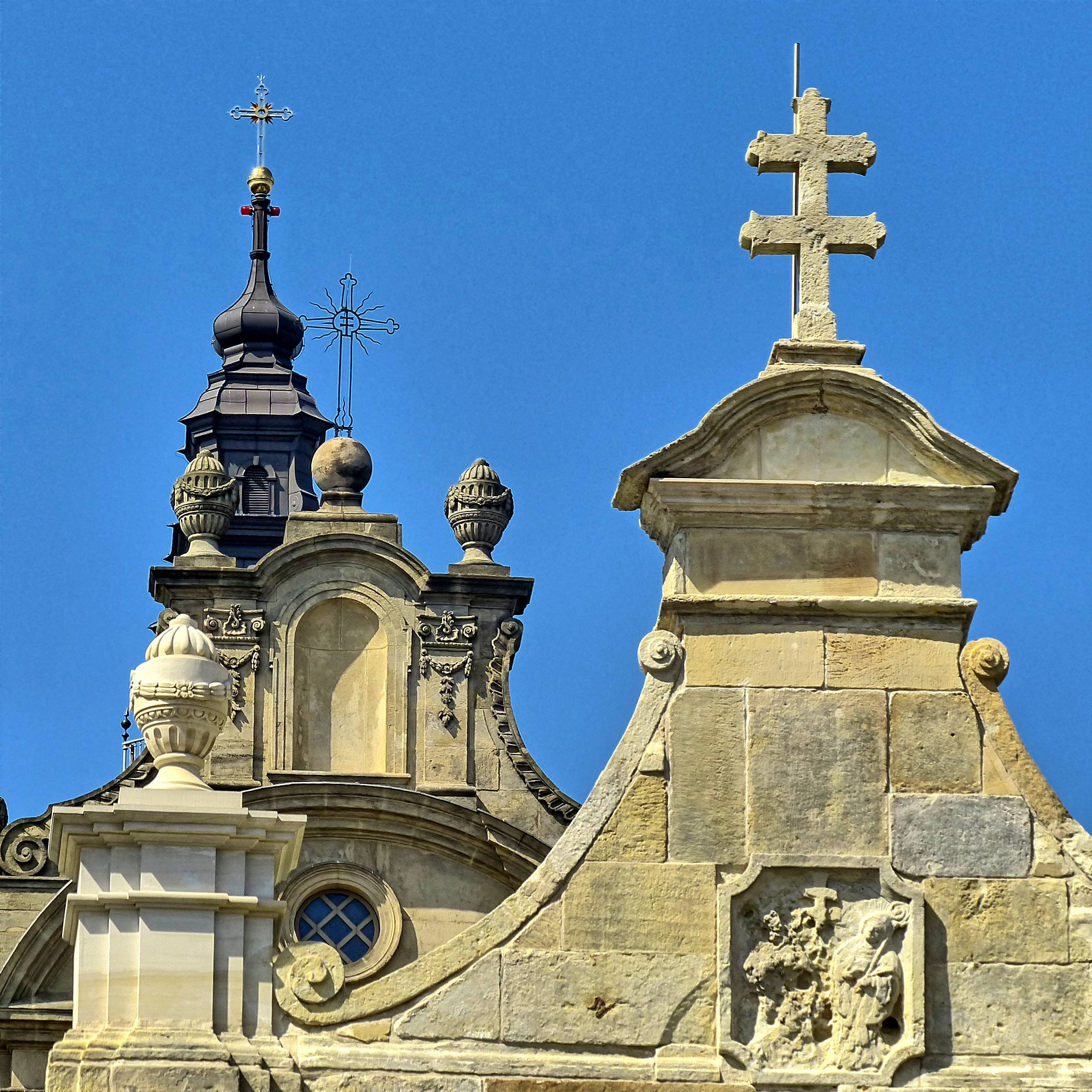
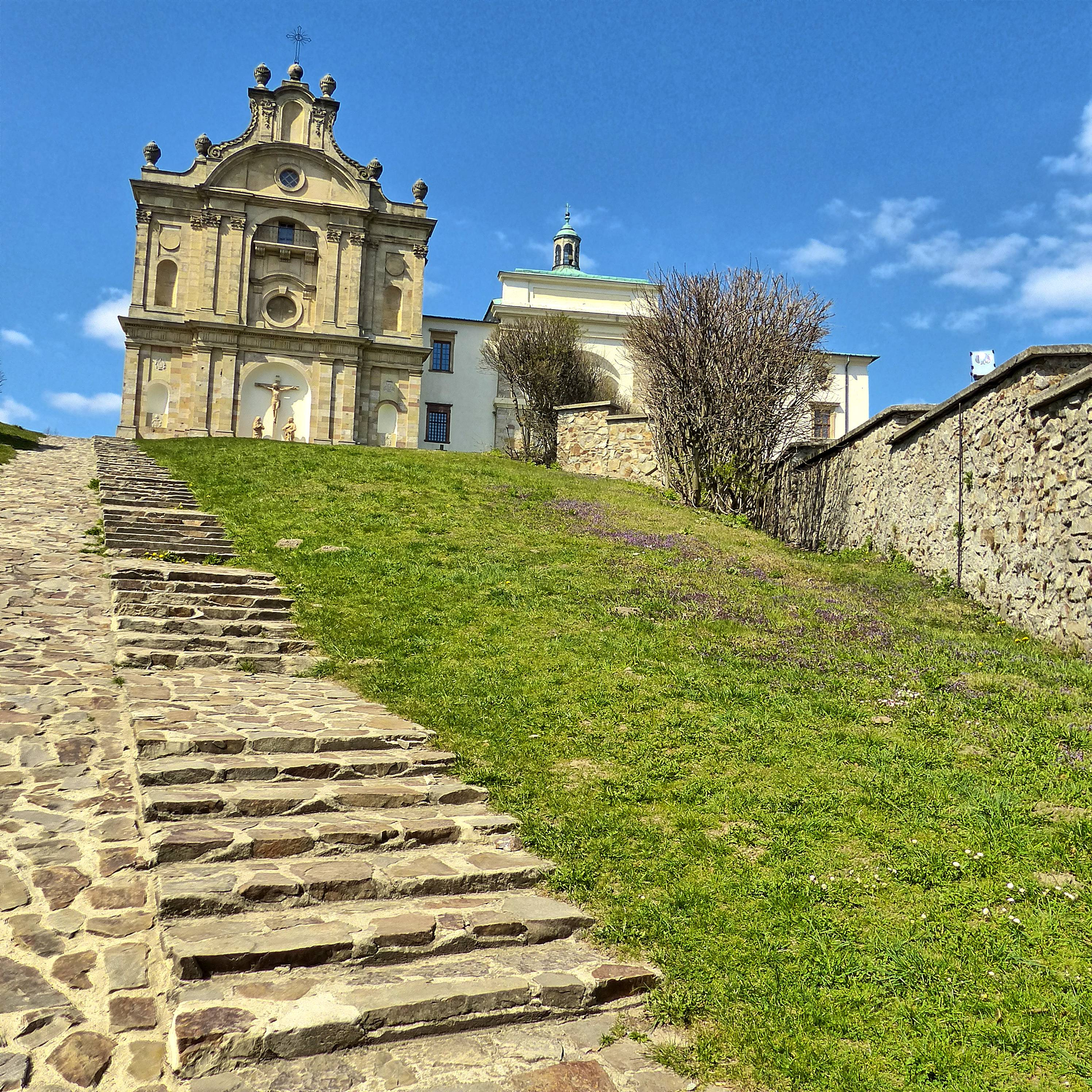
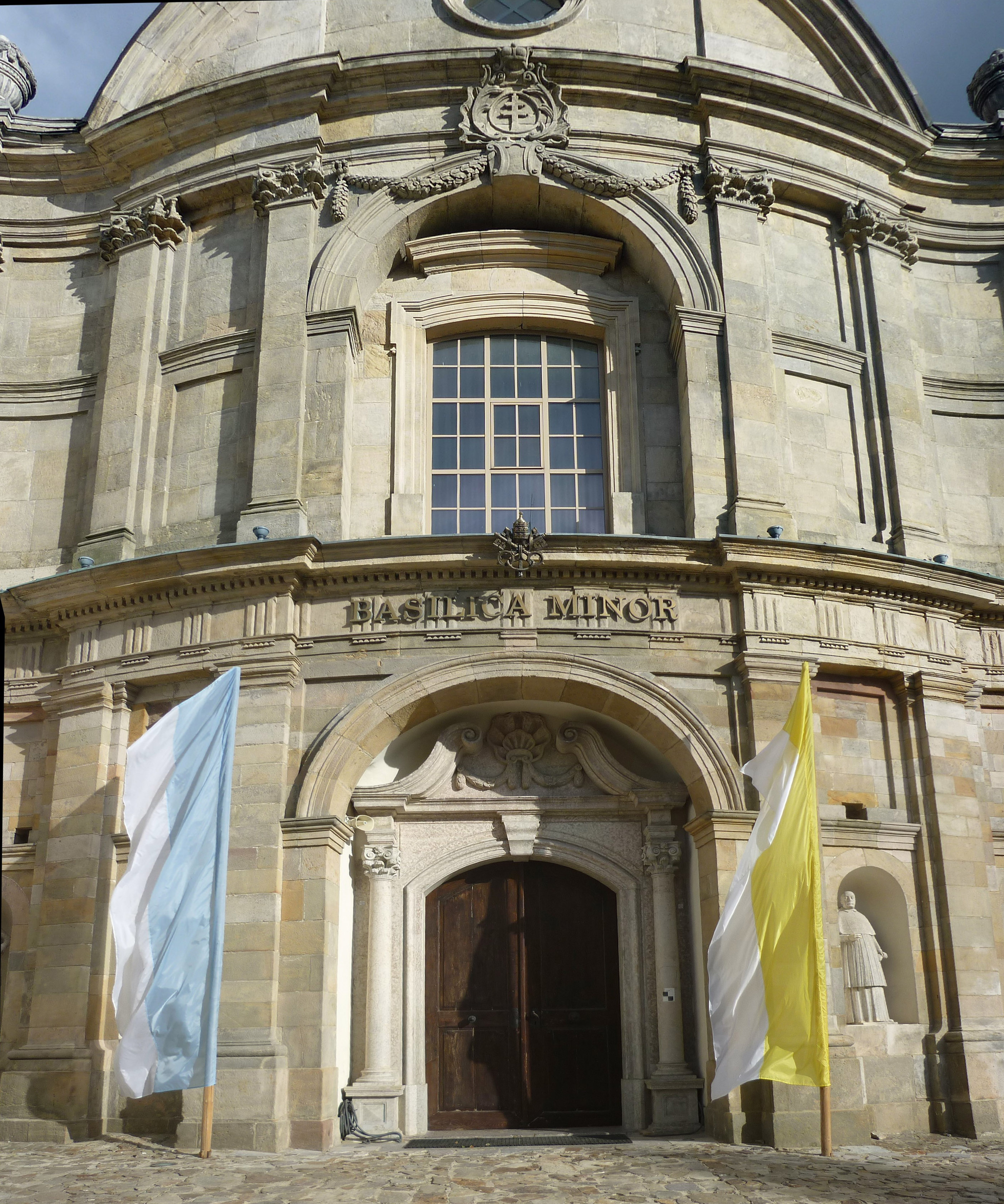
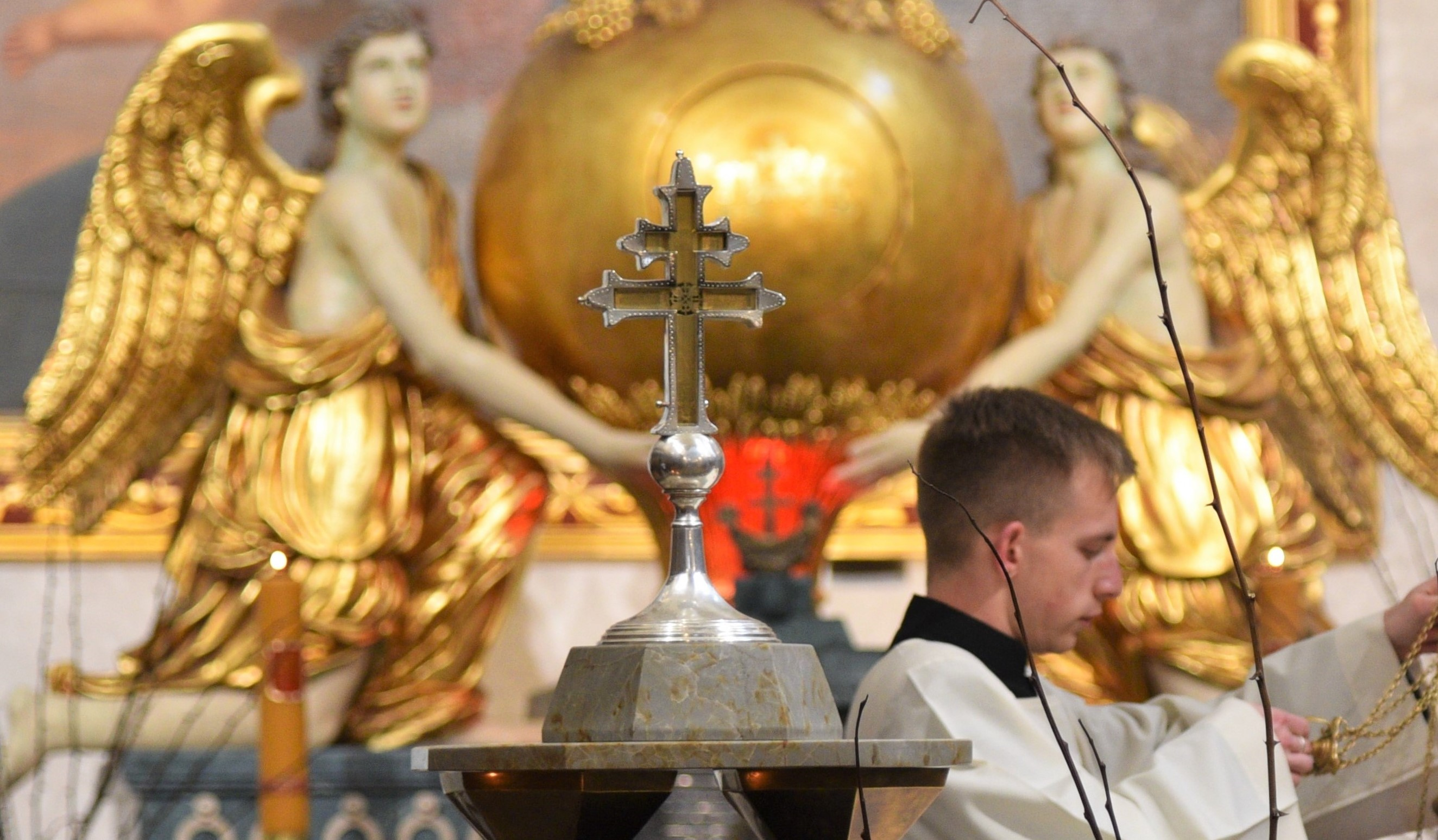
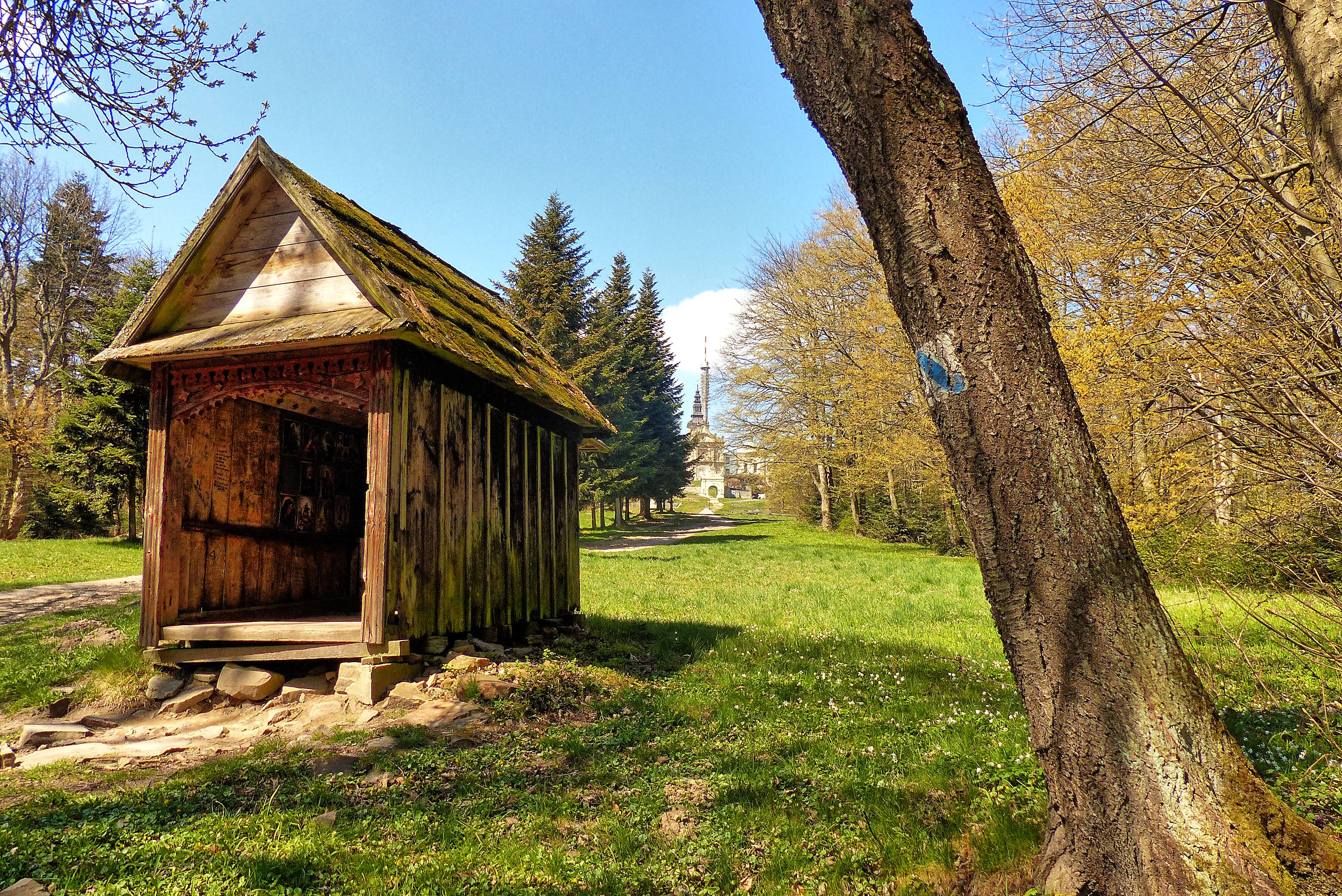
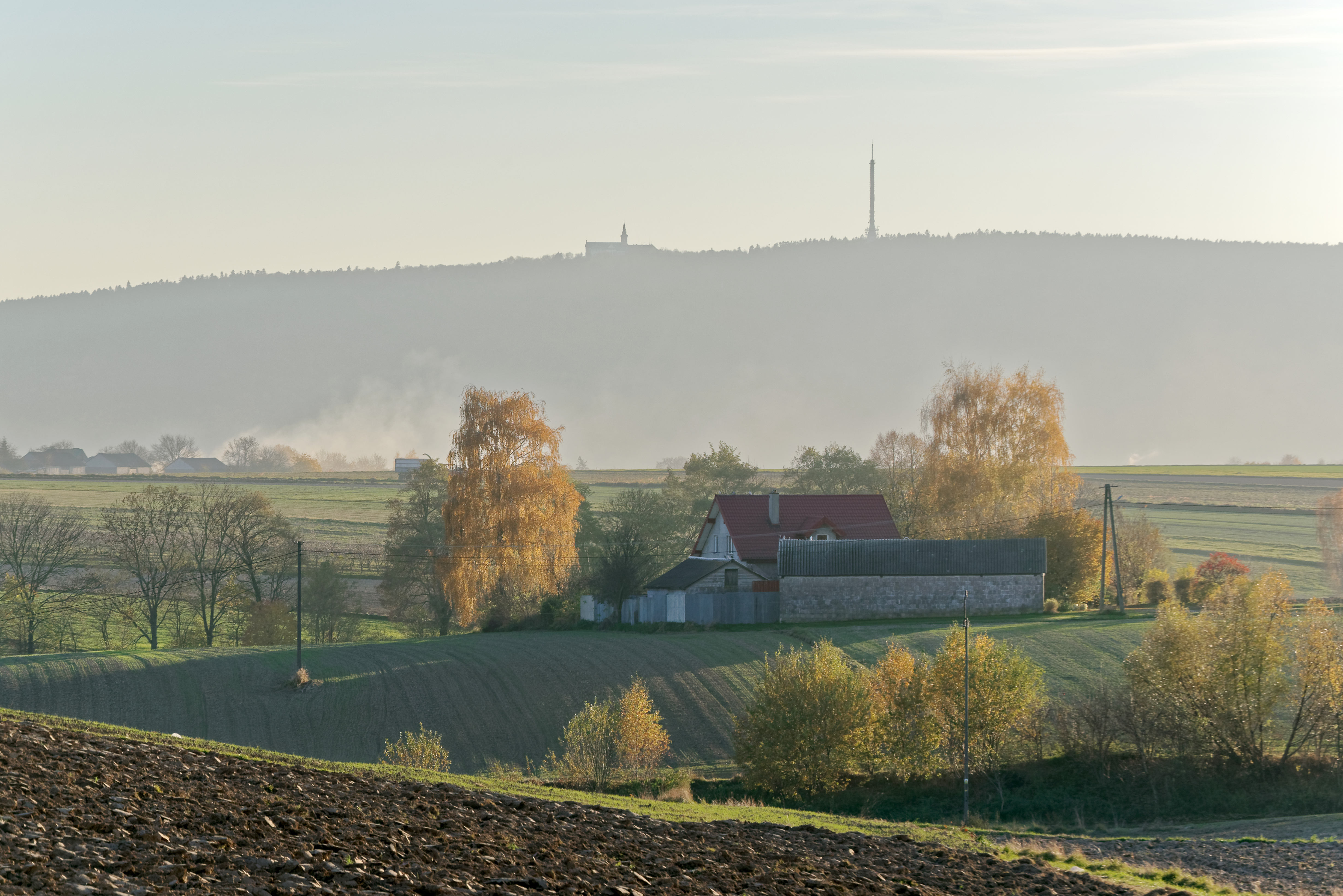